# Simon Lindstrand
Simon Lindstrand, ursprungligen Persson, (folkbokförd Simeon Persson Lindstrand), född 24 november 1861 i Viby församling, Örebro län, död 15 november 1920 i Täby  var en svensk varietéartist  och skådespelare i Stockholm.
Efter att ha varit lärling hos målaren Anders Peter Lundberg i Stockholm arbetade Simon Lindstrand som målare till mitten av 1890-talet då han sadlade om och blev varietéartist och senare skådespelare. År 1920 flyttade han från Stockholm till pensionat Höstsol i Täby.
År 1920 filmdebuterade han som värd på krogen Cap Devil i Victor Sjöströms Mästerman. År 1921 förekom han i rollen som Davids supkamrat på kyrkogården i Sjöströms film Körkarlen.
Han gifte sig 1890 med Karolina Ragnhilda Andersson (född 1866), men blev änkling redan 1892. Lindstrand är begravd på Täby kyrkogård i Stockholms län.

## Filmografi
- 1920 – Mästerman (värd på krogen Cap Devil)
- 1921 – Körkarlen (Davids supkamrat på kyrkogården)